# Бараньи лбы

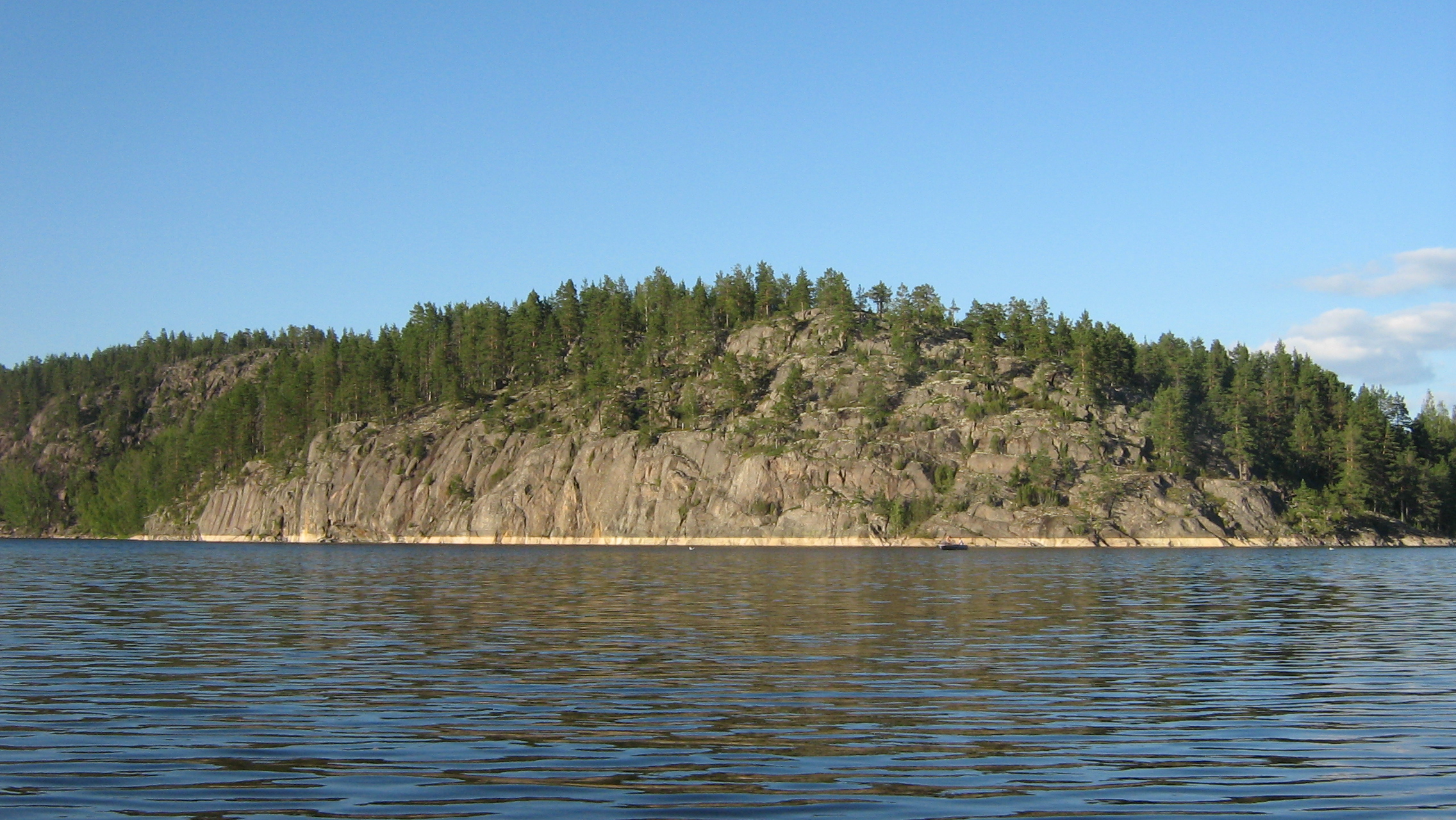
«Бараньи лбы» в Ладожских шхерах

«Бара́ньи лбы» — скалы, сложенные из выступающих на поверхность коренных пород, сглаженные и отполированные движением ледника. Склоны «бараньих лбов», обращённые в сторону, откуда движется ледник, пологи и особенно гладки, противоположные склоны — обрывисты, часто неровны.

## Описание
Округлые или овальные скалистые бугры и крупные валуны, сглаженные и отполированные ледником.
Длина до нескольких сотен метров, высота от нескольких метров до 50 м.
Группы мелких «бараньих лбов» называют курчавыми скалами, по определению П. А. Кропоткина.

## Распространение
Встречаются в зонах современного и древнего оледенений, как материковых, так и горных.
В России особенно распространены в районе Балтийского щита — на севере Карельского перешейка, в Северном Приладожье, Карелии, Кольском полуострове. Наиболее часто наблюдаются в береговой зоне крупных озёр — Ладожского, Онежского, Сегозеро, Нюк и других.